# Rodelclub Kreuth

Wappen

Der Rodelclub Kreuth e.V. ist ein deutscher Wintersportverein aus Kreuth, der 1974 gegründet wurde. Die einzige Sportart im Verein ist das Naturbahnrodeln.
Der Rodelclub Kreuth bietet dabei sowohl Freizeitrodlern als auch aktiven Sportrodlern die Möglichkeiten zur Ausübung des Sportes. Der Verein betreibt eine eigene Rodelbahn, die Rodelbahn Kreuth-Klamm. Auf ihr war der RC Kreuth 1984 Gastgeber der Naturbahnrodel-Weltmeisterschaft. Andere Großereignisse, die der Verein ausrichtete, waren 1987 die Junioreneuropameisterschaft, 1995 ein Weltcuprennen, 2003 erneut die Junioreneuropameisterschaft und  der 3. Großer Preis von Europa im Sportrodeln 2006. Der Verein richtet nicht nur Rennen auf seiner WM-Bahn an der Kreuther Klamm aus, sondern auch das jährlich stattfindende Große Preisrodeln vom Hirschberg. Im Januar und Februar wird jeden Freitag ab 19:00 Uhr ein Nachtrodeln auf der WM-Bahn an der Klamm veranstaltet.
Von 1976 bis 2006 wurde der Verein von Rudi Wolf geleitet und ist somit seit seiner Gründung mit diesem Namen verbunden. Bereits in den ersten drei Vereinsjahren war Wolf Schriftführer des Vereins. Sein Nachfolger im Amt des Vereinsvorsitzenden ist seit 2006 Alex Eham.
Als Aushängeschilder des Vereins gelten die Athleten, die dem deutschen Nationalkader angehören oder angehörten. Dazu zählen die mehrmaligen Deutschen Meister Marcus Grausam, die Geschwister Michaela Maurer und Georg Maurer sowie die Geschwister Veronika Nachmann und Martin Nachmann. Regelmäßig erreichen Mitglieder des Vereins vordere Platzierungen bei deutschen und bayrischen Meisterschaften.